# Henri de Cathelineau
 (août 2011).
Si vous disposez d'ouvrages ou d'articles de référence ou si vous connaissez des sites web de qualité traitant du thème abordé ici, merci de compléter l'article en donnant les références utiles à sa vérifiabilité et en les liant à la section « Notes et références ».
Pour les autres membres de la famille, voir Famille de Cathelineau.
Henri, « comte » de Cathelineau, né à La Jubaudière le 9 janvier 1813, mort au château de Squividan (Finistère) le 20 novembre 1891, était un général de brigade français.

## Biographie

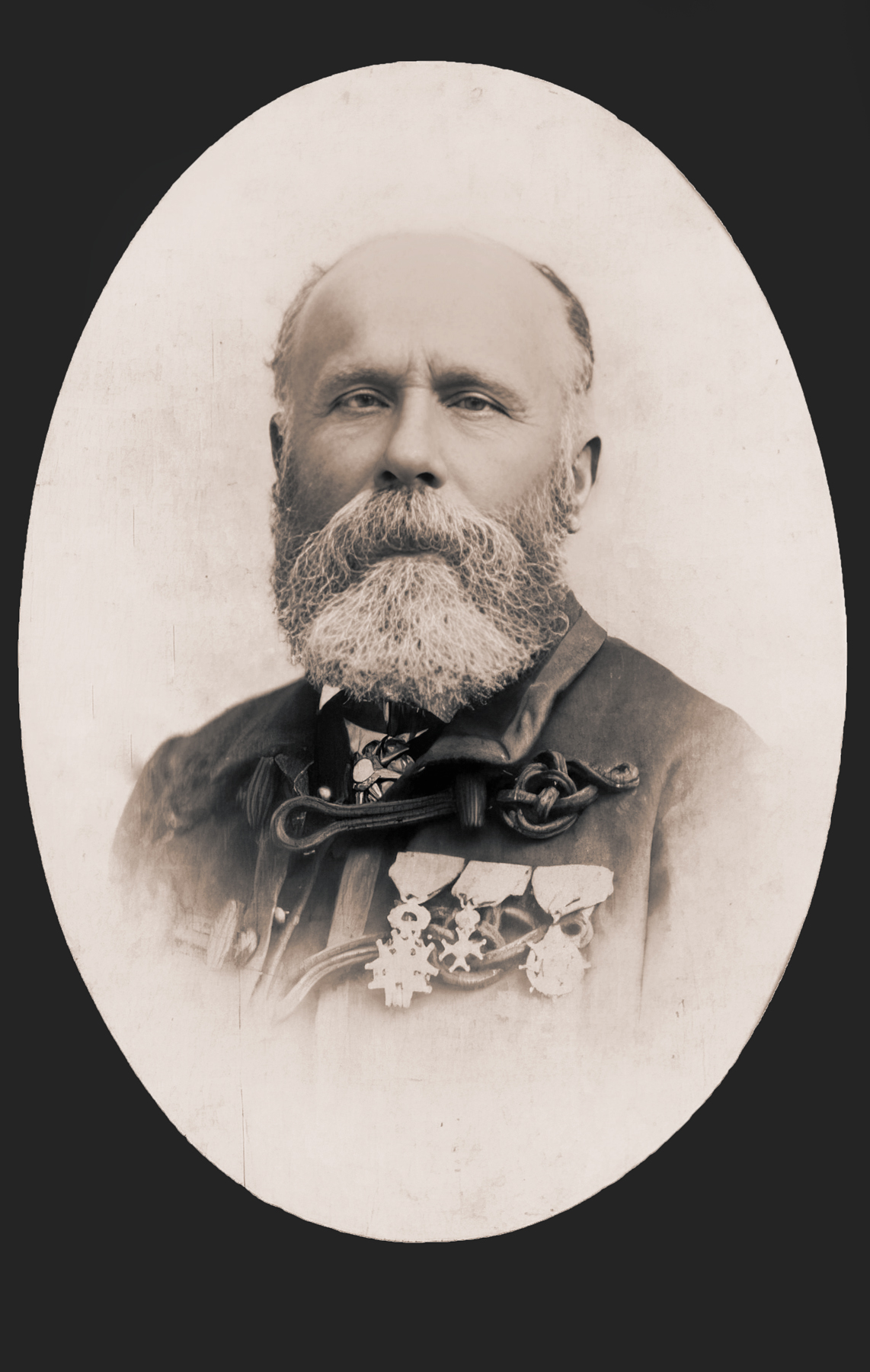
Henri de Cathelineau par Eugène Disdéri

Après l'échec du soulèvement vendéen de 1832, où son père, Jacques-Joseph de Cathelineau avait trouvé la mort, il prit le chemin de l'exil, et rejoignit le maréchal Louis Auguste Victor de Ghaisne de Bourmont au Portugal, où il participa à l'accession de Don Miguel au trône de ce pays. Nommé capitaine, il se distingua à la bataille d'O'Porto, ce qui lui valut d'être décoré de l'ordre de la tour et de l'épée et de la croix de Don Miguel. Après avoir transité par Turin, Henri se fixa à Fribourg en Suisse. À la chute de la monarchie de juillet, il revient en France, où il épousa Victoire de Kermel, dont il eut dix enfants. 
L'indépendance des États pontificaux étant menacée, il se rendit à Rome, où, à la demande du pape Pie IX, il créa une unité militaire connue sous le nom de Croisés de Cathelineau, qui n'eut que quelques mois d'existence et fut rattachée aux Zouaves pontificaux. 
Durant la Guerre de 1870 il leva le corps dit Corps Cathelineau et fut nommé général de brigade à titre auxiliaire. Il fut reçu chevalier dans l'Ordre équestre du Saint-Sépulcre de Jérusalem le 16 avril 1884.

## Décorations
- France

| Chevalier de la Légion d'honneur (1870) |

- Modèle:États pontificaux (1825–1870)

| Commandeur de l'Ordre de Pie IX                              |
| Chevalier de l'ordre équestre du Saint-Sépulcre de Jérusalem |
| Croix de Mentana                                             |

- Royaume de Portugal

| Chevalier de l'ordre de la Tour et de l'Épée |
| Croix de Don Miguel                          |